# Rivière Épiphane
Pour les articles homonymes, voir Épiphane.
La rivière Épiphane est un affluent de la rivière Alex, coulant dans le territoire non organisé de Passes-Dangereuses (MRC Maria-Chapdelaine) et la municipalité de Saint-Ludger-de-Milot (MRC Lac-Saint-Jean-Est), dans la région administrative du Saguenay-Lac-Saint-Jean, au Québec, au Canada. La partie supérieure du cours de cette rivière coule dans la zec des Passes. Il traverse les cantons de Petit et de Milot.
La foresterie constitue la principale activité économique du secteur ; les activités récréotouristiques, en second.
La route forestière R0250 (chemin de Chute-des-Passes) dessert la zone de l’embouchure de la rivière Épiphane. Quelques routes forestières secondaires desservent la vallée de la rivière Épiphane, surtout pour les besoins de la foresterie et des activités récréotouristiques,,.
La surface de la rivière Épiphane habituellement gelée de la fin novembre au début avril, toutefois la circulation sécuritaire sur la glace se fait généralement de la mi-décembre à la fin mars.

## Géographie
Les principaux bassins versants voisins de la rivière Épiphane sont :
- côté Nord : Petite rivière Péribonka, rivière des Aigles, rivière Manigouche, rivière des Épinettes Noires, rivière à Patrick, rivière du Nord, rivière Alex ;
- côté Est : rivière Alex, lac Bernabé, rivière du Banc de Sable, rivière Brûlée, rivière Péribonka ;
- côté Sud : rivière Milot, rivière à Michel, rivière Saint-Ludger, rivière Alex, Petite rivière Péribonka, rivière Péribonka ;
- côté Ouest : rivière Milot, rivière Saint-Ludger, rivière à Michel, rivière Mistassibi, petite rivière Péribonka[2].

La rivière Épiphane prend sa source à l’embouchure d’un lac non identifié (longueur : 0,1 km ; altitude : 410 m). Ce lac de forme triangulaire est encastré entre les montagnes. Cette source de la rivière est située à :
- 17,7 km à l'Ouest du lac aux Grandes Pointes ;
- 5,5 km à l’Ouest du Lac des Aigles lequel est traversé vers le Sud par la rivière des Aigles ;
- 4,6 km à l'Est du cours de la Petite rivière Péribonka ;
- 23,6 km au Nord-Ouest de l’embouchure de la rivière Épiphane (confluence avec la rivière Alex) ;
- 32,6 km au Nord-Ouest de l’embouchure de la rivière Alex (confluence avec la rivière Péribonka).

À partir de sa source, située dans la partie Sud-Ouest de la zec des Passes, entre le cours de la rivière Alex (situé du côté Est) et le cours de la Petite rivière Péribonka, le cours de la rivière Épiphane descend sur 34,8 km entièrement en zones forestières selon les segments suivants :
Partie supérieure de la rivière Épiphane (segment de 14,5 km)
- 0,6 km vers le sud-ouest notamment en traversant le lac de la Couronne Rubis (longueur : 0,4 km ; altitude : 358 m) sur 0,25 km jusqu’à son embouchure ;
- 2,2 km vers le Sud-Est notamment en traversant le lac Ferré (longueur : 1,3 km ; altitude : 354 m) jusqu’à son embouchure ;
- 2,4 km vers le Sud-Est notamment en traversant le lac Froid (longueur : 0,6 km ; altitude : 309 m) sur sa pleine longueur, jusqu’à son embouchure. Note : le lac Froid reçoit du côté Nord la décharge du lac Curé et du côté Nord-Ouest la décharge du lac Beaudet ;
- 3,7 km vers le Sud-Est notamment en traversant le lac Élie (longueur : 0,2 km ; altitude : 265 m) sur km, jusqu’à son embouchure ;
- 1,7 km vers le Sud-Est notamment en traversant le lac Damase (altitude : 265 m) sur sa pleine longueur, jusqu’à son embouchure ;
- 3,9 km vers le Sud-Est, puis en traversant vers l’Est le lac Rioux (longueur : 1,6 km ; altitude : 263 m) sur sa pleine longueur, jusqu’à son embouchure. Note : La décharge du lac de la Martre se déverse sur la rive Nord du lac Rioux ;

Partie inférieure de la rivière Épiphane (segment de 20,3 km)
- 3,3 km vers le Sud-Est jusqu’à un ruisseau non identifié (venant du Nord-Est), correspondant à la limite Sud de la zec des Passes ;
- 3,7 km vers le Sud-Ouest, puis le Sud-Est, jusqu’à un ruisseau (venant du Sud-Ouest) ;
- 6,4 km vers le Sud-Est en serpentant surtout en milieu de segment, jusqu’à la décharge (venant du Nord-Ouest) du Lac Travers et l’Étang de Travers ;
- 3,6 km vers le Sud-Est notamment en traversant le lac Épiphane (longueur : 1,4 km ; altitude : 172 m), jusqu’à un ruisseau non identifié (venant de l’Est) ;
- 3,3 km vers le Sud-Est en formant un crochet vers le Nord-Est en fin de segment où elle coupe la route forestière R0250, jusqu'à l'embouchure de la rivière[2].

L'embouchure de la rivière Épiphane se déverse sur la rive Ouest de la rivière Alex. Cette confluence est située à :
- 20,5 km à l’Ouest d’une baie de la rivière Péribonka (correspondant à l’embouchure de la rivière Brûlée) ;
- 22,3 km au Sud-Ouest du lac aux Grandes Pointes (traversé vers le Sud par la rivière Alex) ;
- 9,4 km au Nord de l’embouchure de la rivière Alex (confluence avec la rivière Péribonka) ;
- 32,7 km au Nord-Est de l’embouchure de la rivière Péribonka (confluence avec le lac Saint-Jean) ;
- 39,7 km au Nord-Ouest de l’embouchure du lac Saint-Jean (confluence avec la Grande Décharge) ;
- 43,2 km au Nord du centre-ville d’Alma[2].

À partir de l’embouchure de la rivière Épiphane, le courant descend le cours de la rivière Alex ; puis le courant suit le cours de la rivière Péribonka, d’abord vers le Nord-Ouest, puis vers le Sud-Ouest. À l’embouchure de cette dernière, le courant traverse le lac Saint-Jean vers l’Est, puis emprunte le cours de la rivière Saguenay vers l’Est jusqu'à la hauteur de Tadoussac où il conflue avec le fleuve Saint-Laurent.

## Toponymie
Le terme « Épiphane » constitue un prénom d’origine grecque.
Le toponyme « rivière Épiphane » a été officialisé le 5 décembre 1968 à la Banque des noms de lieux de la Commission de toponymie du Québec.